# General Deheza
General Deheza is een plaats in het Argentijnse bestuurlijke gebied Juárez Celman in de provincie Córdoba. De plaats telt 9.537 inwoners.

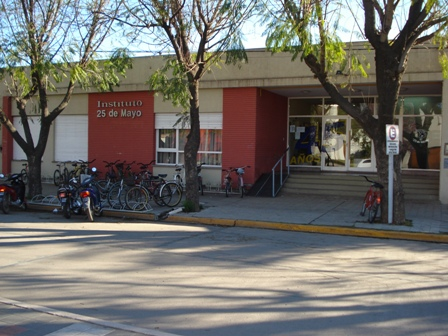
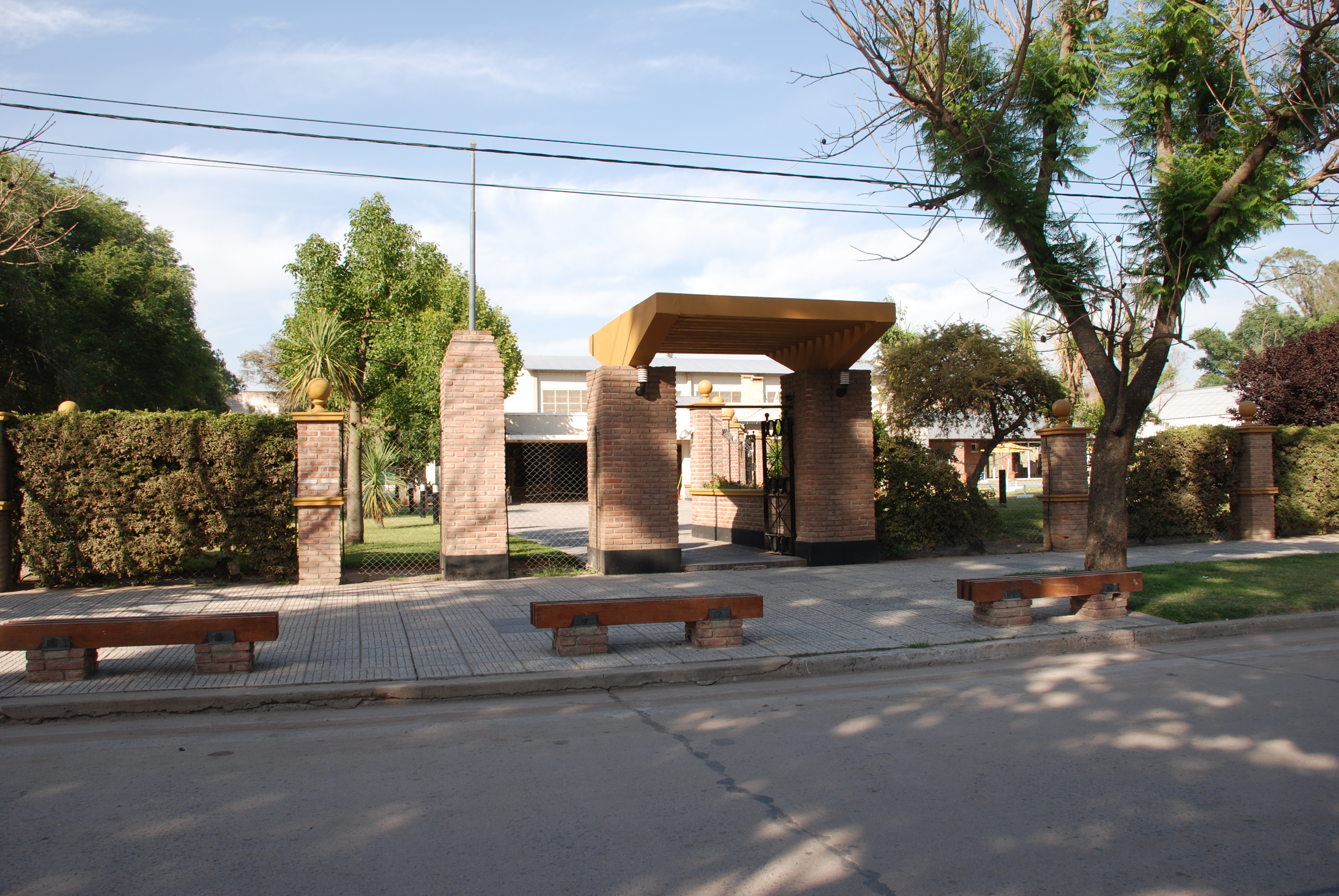